# Jay Presson Allen
Jay Presson Allen (San Angelo, 3 de março de 1922 — Nova Iorque, 1 de maio de 2006) foi uma roteirista, dramaturga, cineasta, produtora cinematográfica e romancista norte-americana.